# Ösjön (Hällesjö socken, Jämtland)
Ösjön är en sjö i Bräcke kommun i Jämtland och ingår i Ljungans huvudavrinningsområde. Sjön har en area på 0,607 kvadratkilometer och ligger 255 meter över havet. Sjön avvattnas av vattendraget Täckelån.

## Delavrinningsområde
Ösjön ingår i det delavrinningsområde (697071-151054) som SMHI kallar för Utloppet av Ösjön. Medelhöjden är 288 meter över havet och ytan är 6,64 kvadratkilometer. Räknas de 8 avrinningsområdena uppströms in blir den ackumulerade arean 74,04 kvadratkilometer. Täckelån som avvattnar avrinningsområdet har biflödesordning 3, vilket innebär att vattnet flödar genom totalt 3 vattendrag innan det når havet efter 140 kilometer. Avrinningsområdet består mestadels av skog (83 procent). Avrinningsområdet har 0,6 kvadratkilometer vattenytor vilket ger det en sjöprocent på 9,1 procent.